# Liste des peuples celtes de la péninsule Ibérique
 (novembre 2021).
Si vous disposez d'ouvrages ou d'articles de référence ou si vous connaissez des sites web de qualité traitant du thème abordé ici, merci de compléter l'article en donnant les références utiles à sa vérifiabilité et en les liant à la section « Notes et références ».

Ethnographie ibérique vers 300 av. J.-C.

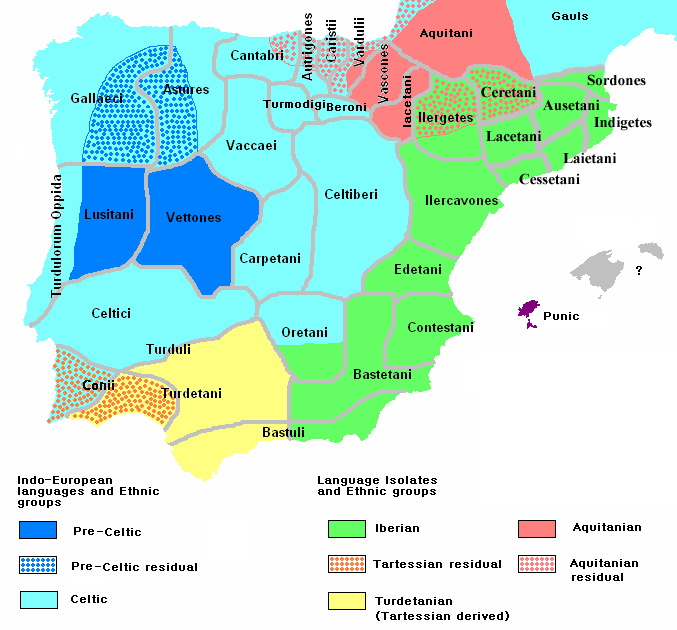
La péninsule ibérique vers -200

Voici une liste de noms associés à des peuples celtes et celtibères de la péninsule Ibérique[réf. nécessaire] :
- Albiones : (Albio : « Blanc, monde d’en haut ») côte est de la Galice, Tarraconaise.
- Arevaci ou Arévaques : établis à Numance, aux limites de l'Aragon et de la vieille Castille.
- Artabres : région de La Corogne, en Galice.
- Astures : En Asturies entre Galice et Cantabrie, ensemble d'une vingtaine de peuples.
  - les Amaques
  - les Béduniens
  - les Brigaecines
  - les Cabarques
  - les Cabruagènes (es), parfois considérés comme un clan des Luggones (cf. infra)
  - les Gigurres (es) : région de Valdeorras, en Galice.
  - les Iburres (ast)
  - les Lancienses (ast)
  - les Louges (ast)
  - les Luggones (es)
  - les Orniaques (ast)
  - les Pènes (ast)
  - les Pésiques (es)
  - les Sélines
  - les Supérates (es)
  - les Susarres (es)
  - les Tibures (es)
  - les Vincianos
  - les Viromenicos
  - les Zoeles (es)
- Autrigones ou Autrigons : le long du haut bassin du fleuve Èbre.
- Berones :
- Bracari : nord du Portugal, leur nom se retrouve dans celui de la ville de Braga, ancienne Gallaecia.
- Gallaeci ou Callaeci :
- Cantabres, en Cantabrie, ensemble de onze peuples : 
  - les Avarigines,
  - les Blendii (ou Plentusii),
  - les Camarici,
  - les Concani,
  - les Coniaci,
  - les Moroecani,
  - les Noegi,
  - les Orgenomesci,
  - les Salaeni,
  - les Vadinienses
  - les Velliques
- Carpetani où Carpétans :
- Celtiberes :
- Celtici : sud de l'Alentejo (Portugal), sud de la province de Cáceres et nord de la province de Mérida (Espagne)
- Cibarques : région de Lugo en Galice.
- Cynètes / Cunetes : (Cvno : « le chien »)
- Egovarres : région de Lugo en Galice.
- Jadons  : région de Lugo en Galice.
- Limici : entre Galice et Portugal, le long du fleuve Lima
- Lobetans (Lobetani): sud-ouest de la province de Teruel ;
- Olcades : le long du cours du fleuve Guadiana.
- Oretani : sur le cours supérieur du fleuve Guadiana.
- Orgenomesci / Orgenomesvi : (« Ivres de massacres »)
- Pelendons
- Turmoges
- Vaccéens (Vaccaei) :
- Vétones :
- Volcians (Volciani) : mentionnés par Tite-Live (Histoire romaine, XXI, 19), ils sont localisés au nord de l’Èbre.